# 298

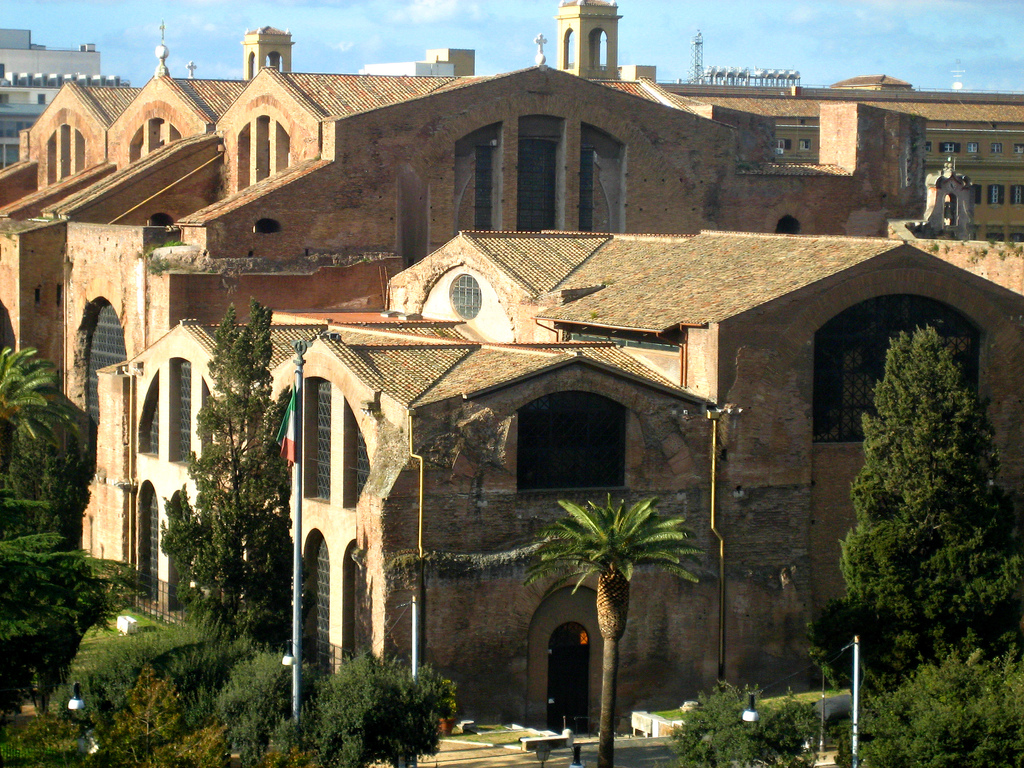
De Thermen van Diocletianus (Rome)

Het jaar 298 is het 98e jaar in de 3e eeuw volgens de christelijke jaartelling.

## Gebeurtenissen

### Europa
- 10 maart - Keizer Maximianus sluit een succesvolle veldtocht tegen de Berbers af met een triomftocht in Carthago.
- Constantius I "Chlorus" verslaat de Alemannen in de Slag bij Langres (Frankrijk) en in de Slag bij Vindonissa (Zwitserland). Hij laat de Rijngrens met fortificaties versterken.
- Keizer Maximianus laat de beroemde Thermen van Diocletianus bouwen, dit ter ere van zijn medekeizer Diocletianus. Het badhuiscomplex wordt op de Viminaal gevestigd.
- In Rome worden Anicius Faustus Paulinus en Virius Gallus door de Senaat tot consul gekozen.

### Armenië
- Slag bij Satala: Galerius valt met een Romeins expeditieleger (25.000 man) Armenië binnen. Hij verslaat de Sassaniden onder koning Narses, neemt Ctesiphon in en verkrijgt grote buit.
- Tiridates IV wordt door Rome en Galerius aangewezen als koning van Armenië.

## Overleden
- 28 juli - Marcellus van Tanger, christelijk martelaar in het Romeinse Rijk (traditionele datum)
- Cassianus, heilige
- Mertius, christelijk martelaar in het Romeinse Rijk